# 1948 en santé et médecine
| Années de la santé et de la médecine : 1945 - 1946 - 1947 - 1948 - 1949 - 1950 - 1951    |
| Décennies de la santé et de la médecine : 1910 - 1920 - 1930 - 1940 - 1950 - 1960 - 1970 |

Cet article présente les faits marquants de l'année 1948 en santé et médecine.

## Événements
- 7 avril : entrée en vigueur de la Constitution de l'Organisation mondiale de la santé (OMS)[1].

- Berta Bobath (1907-1991) crée une méthode de réhabilitation et de traitement connue sous le nom de Bobath concept (en)[2].

- Camille Guérin préside le premier congrès international du BCG.

## Prix
- Le chimiste suisse Paul Hermann Müller (1899-1965), qui pourtant n'est pas l'inventeur du DDT[3], reçoit le prix Nobel de physiologie ou médecine « pour sa découverte de la grande efficacité du DDT en tant que poison contre divers arthropodes[4]. »

## Naissance
- 18 août : Frank Grosveld, biologiste néerlandais.

## Décès
- 2 juin : Waldemar Hoven (né en 1903), médecin allemand condamné à mort pour crimes contre l'humanité.